# Bedias
Bedias – miasto w Stanach Zjednoczonych, w stanie Teksas, w hrabstwie Gregg.